# Mccheta-Mtianetia
Mccheta-Mtianetia (gruz. მცხეთა-მთიანეთის მხარე) – region administracyjny w północnej Gruzji, ze stolicą w Mcchecie. Przez cały ten region przebiega Gruzińska Droga Wojenna – główny szlak prowadzący z Tbilisi do Władykaukazu, przechodzący w poprzek Wielkiego Kaukazu.

## Geografia
Pod względem administracyjnym Mccheta-Mtianetia podzielona jest na 5 municypiów, wraz z liczbą mieszkańców (2016):
- Achalgori (ახალგორის მუნიციპალიტეტი) – de facto w granicach Osetii Południowej, dane statystyczne nie zbierane
- Duszeti (დუშეთის მუნიციპალიტეტი) – 25 400
- Kazbegi (ყაზბეგის მუნიციპალიტეტი) – 3800
- Mccheta (მცხეთის მუნიციპალიტეტი) – 7900
- Tianeti (თიანეთის მუნიციპალიტეტი) – 9300

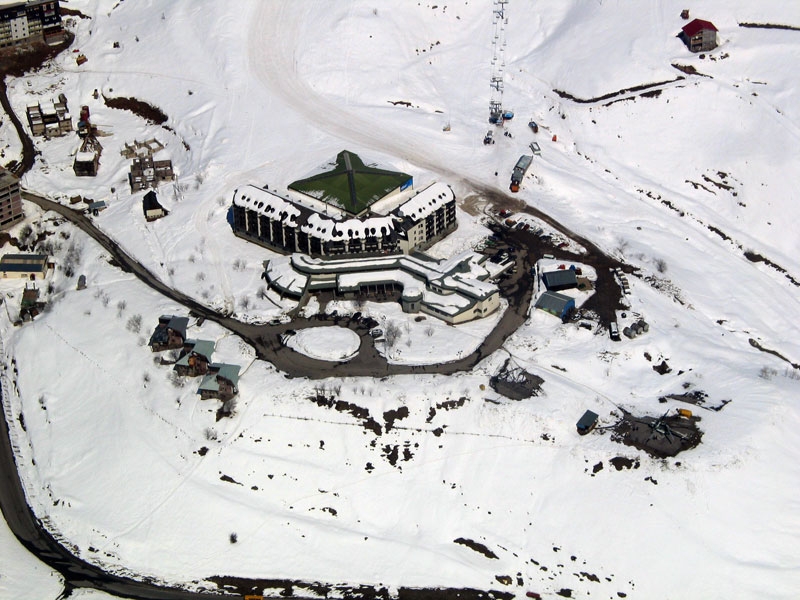
Główny ośrodek narciarski Gruzji – Gudauri

Region od zachodu graniczy z Wewnętrzną Kartlią, od południa z Dolną Kartlią oraz Tbilisi, od wschodu z Kachetią. Północna granica jest jednocześnie granicą państwa z Rosją.
Mccheta-Mtianetia to region głównie rolniczy. Uprawa owoców i warzyw rozwinęła się na południu regionu, natomiast hodowla zwierząt zdominowała północne górskie prowincje: Kazbegi oraz Tianeti. Główne uprawy regionu to: kukurydza (5000 ha; 12000 ton) i owoce (4000 ha; 1000 ton). Trzy tysiące hektarów ziemi przeznaczono na pastwiska.
Przemysł skoncentrowany jest głównie w Mcchecie oraz Duszeti. Główny ośrodek narciarski Gruzji mieści się w Gudauri, przy Gruzińskiej Drodze Wojennej.

## Zabytki

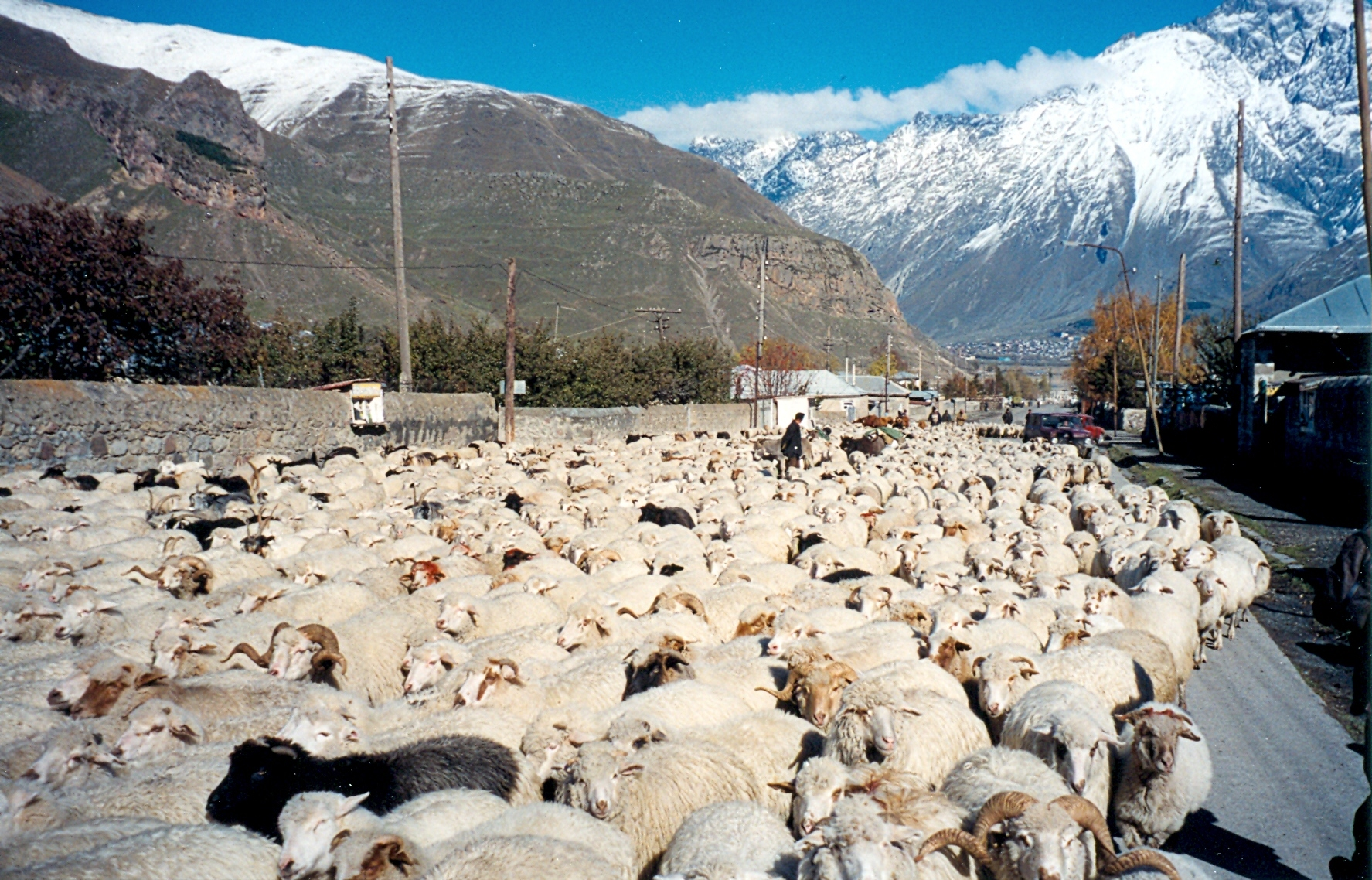
Gruzińska Droga Wojenna

Gruzińska Droga Wojenna jest głównym szlakiem przechodzącym w poprzek Wielkiego Kaukazu. Biegnie z Tbilisi (w Gruzji) do Władykaukazu (w Osetii Północnej) łącząc regiony Południowego i Północnego Kaukazu. Gruzińska Droga Wojenna ma długość 208 km a w najwyższym punkcie, tj. na Przełęczy Krzyżowej wznosi się na wysokość 2379 m n.p.m. Szlak dobrze znany był już w starożytności. Od początku wykorzystywały go armie (np. rzymskie, perskie, mongolskie), kupcy a nawet całe ludy wędrujące między Azją i Europą. W czasach gruzińskiej monarchii szlak ten był mocno ufortyfikowany i najczęściej podległy bezpośrednio królom. Do największych atrakcji leżących wzdłuż tej trasy należą: twierdza Ananuri, ośrodek narciarstwa w Gudauri, kościół Cminda Sameba – Gergeti (Świętej Trójcy), góra Kazbek, Wąwóz Darialski.

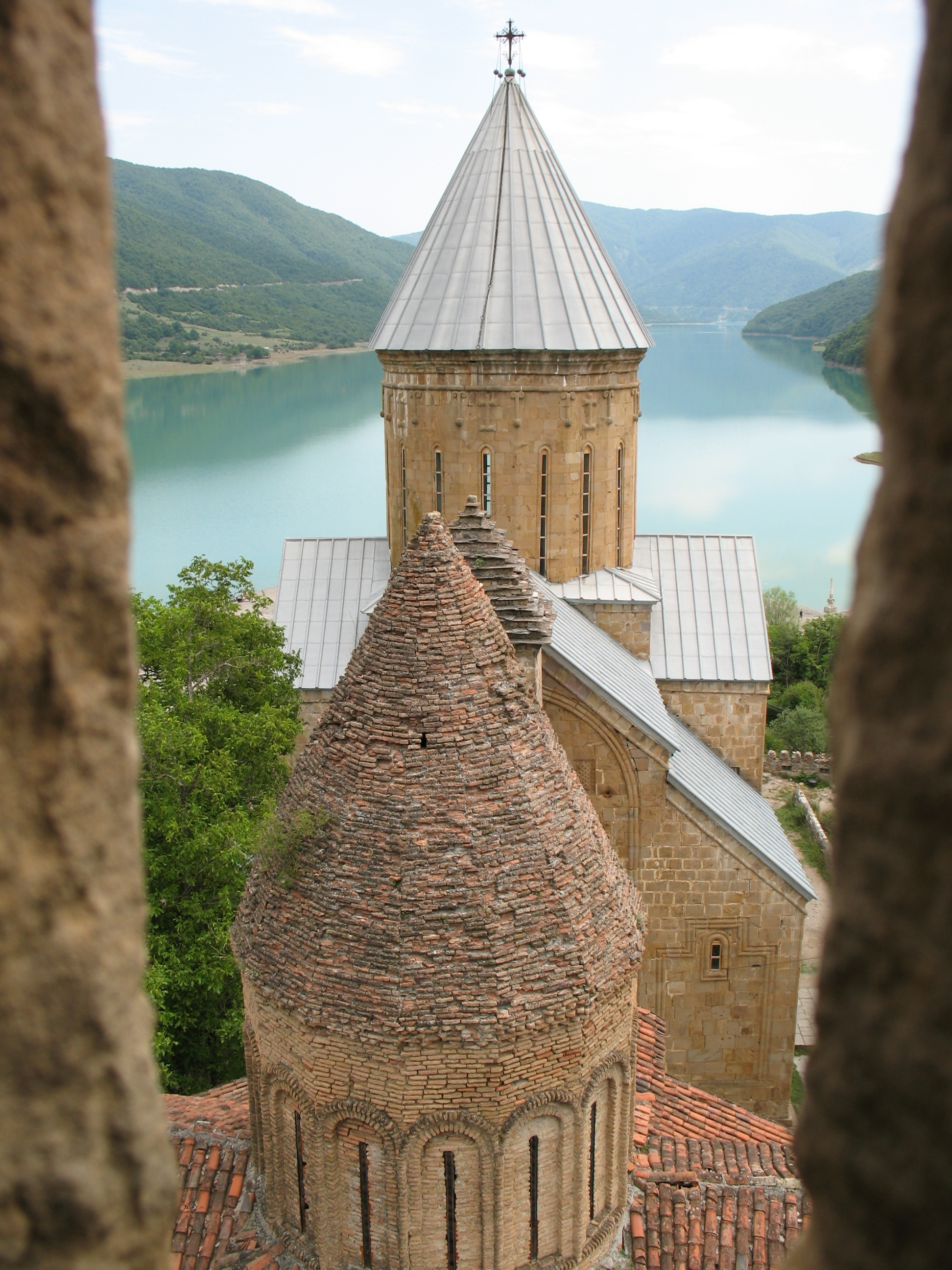
Twierdza Ananuri

Ananuri jest twierdzą leżącą nad rzeką Aragwi, około 66km na północ od Tbilisi. Pochodzi z przełomu XVI i XVII wieku. Forteca należała niegdyś do książąt Aragwi, którzy panowali na tych terenach od XIII wieku. Zamek był świadkiem kilkunastu bitew. Krajobrazowi urok dodają turkusowe wody sztucznego Jeziora Żinwalskiego, które znajduje się tuż poniżej murów twierdzy.

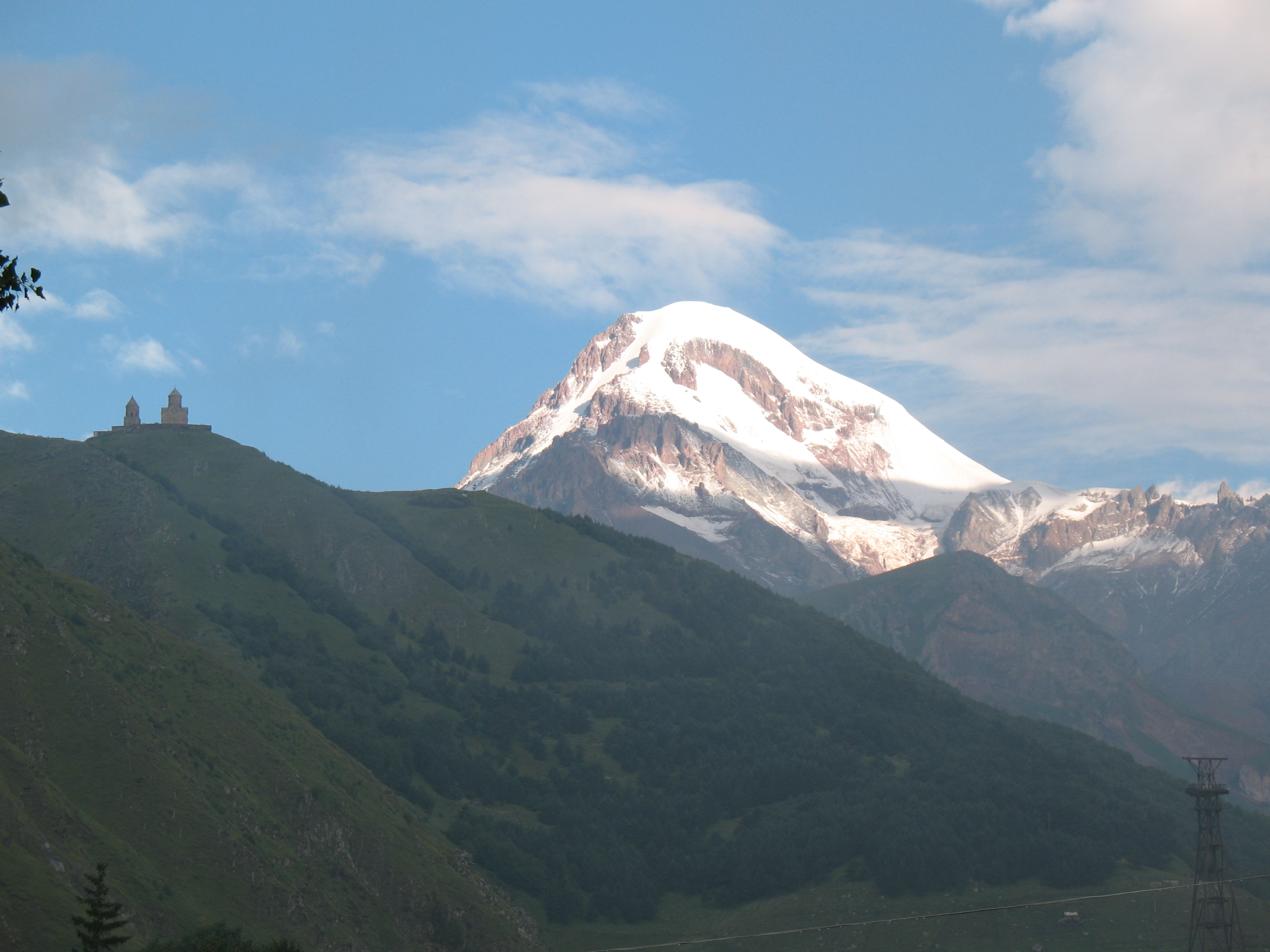
Klasztor Cminda Sameba, w oddali góra Kazbek

Na końcu Gruzińskiej Drogi Wojennej po gruzińskiej stronie znajduje się klasztor Cminda Sameba (Świętej Trójcy). Położony niedaleko wioski Gergeti, blisko granicy z Rosją, w pobliżu miasteczka Stepancminda (dawniej Kazbegi). Kościół umiejscowiony jest na wzgórzu, na wysokości 2170 m n.p.m., na lewym brzegu rzeki Terek, nad klasztorem góruje szczyt Kazbek. Klasztor został zbudowany w XIV wieku.

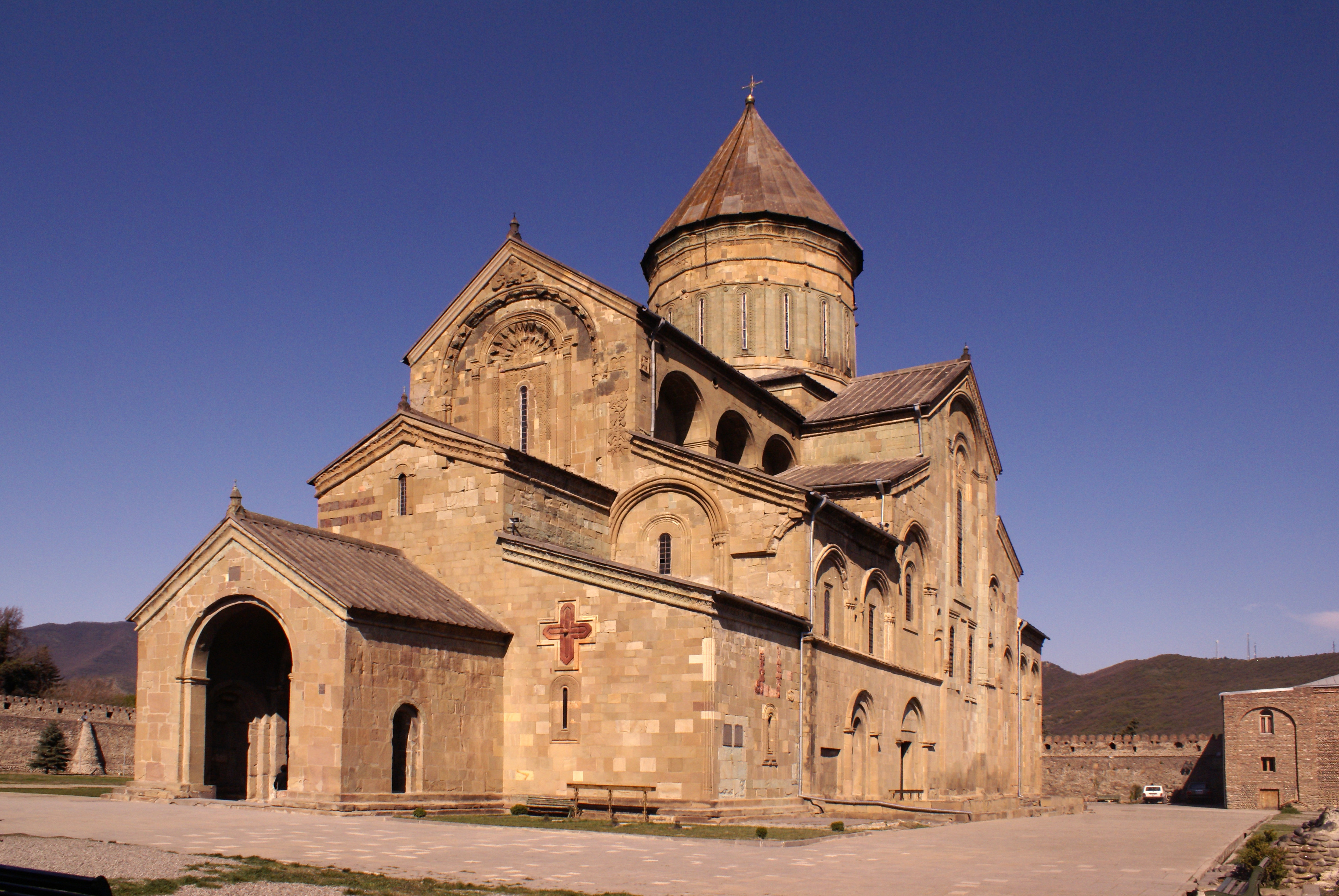
Katedra Sweti Cchoweli

Mccheta jest jednym z najstarszych miast Gruzji. Była to pierwsza stolica Królestwa Gruzji, to tam, w 317 r. przyjęto Chrześcijaństwo. Katedra Sweti Cchoweli jest jednym z najważniejszych zabytków kultury, sztuki i architektury gruzińskiej. Budowę katedry rozpoczęto w XI wieku, odbywały się w niej uroczystości konsekracyjne królów i przywódców kościoła, śluby i chrzty koronowanych głów, chowani tu byli przywódcy narodu i kościoła (niektóre groby przetrwały do dziś). Sweti Cchoweli podczas najazdów służyła za schronienie mieszkańcom miasta i okolicznych wiosek.
Zlokalizowany w północnej części miasta kościół Samtawro jest jednym z najważniejszych zabytków Mcchety. Zespół architektoniczny Samtawro składa się z budynków o różnym charakterze. Powstanie pierwszej budowli w tym miejscu należy odnieść do okresu przyjęcia przez Gruzinów chrześcijaństwa, czyli lata 30. IV wieku.
Niedaleko miasta Mccheta położony jest prawosławny monastyr Dżwari z VI wieku. Jest to czteroapsydowa świątynia (tzw. tetrakonchos), bardzo popularny typ architektoniczny w całym Południowym Kaukazie. Kościół ten służył jako wzór przy budowie innych świątyń. Przez wieki budynki monastyru ulegały zniszczeniu na skutek erozji oraz niewłaściwego utrzymania i braku konserwacji. Jest on obecnie wpisany na listę stu najbardziej zagrożonych zniszczeniem zabytków świata.